# Lsjbot

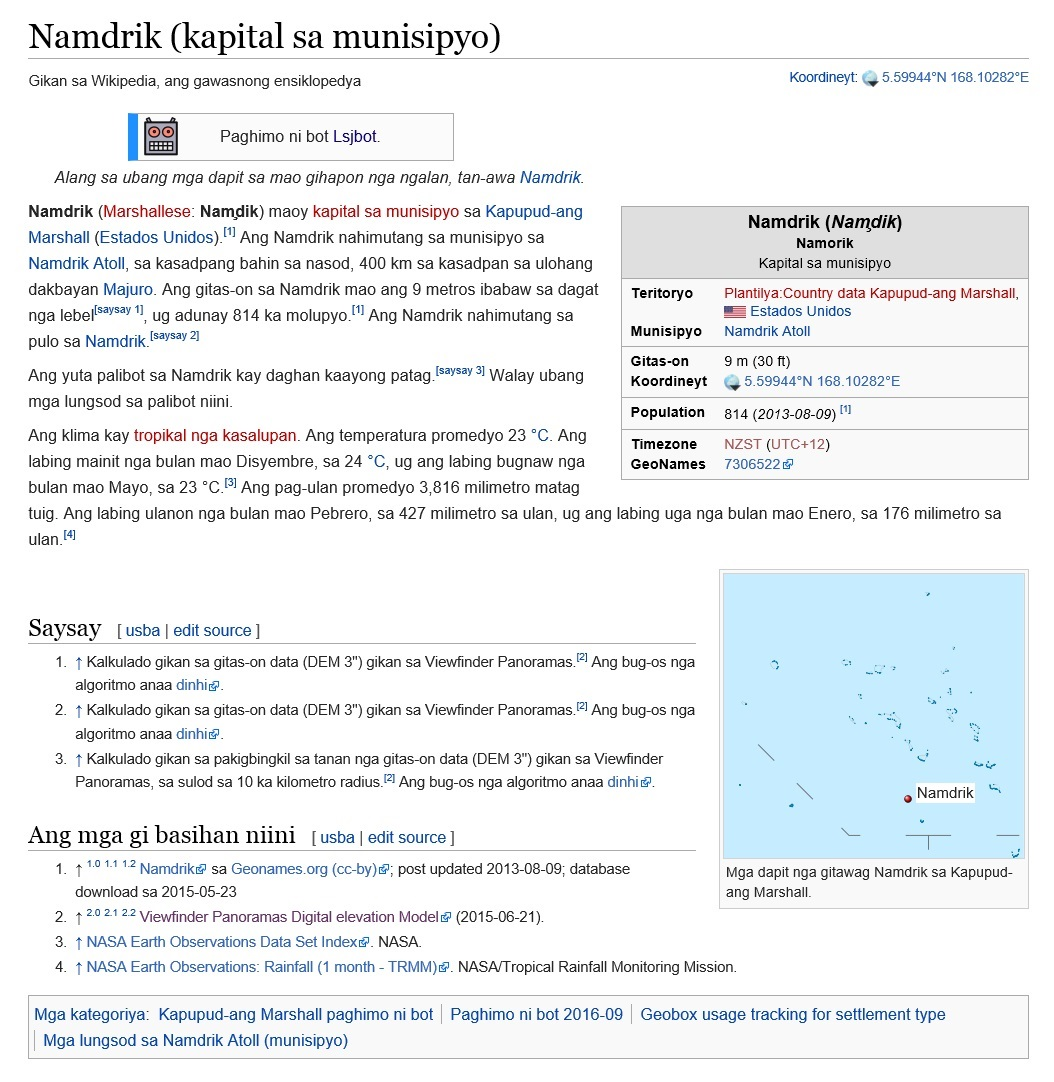
Typischer Artikel zu Städten, Verwaltungsbezirken und Regionen, 2016 generiert durch Lsjbot

Lsjbot ist ein von Lars Sverker Johansson (Akronym Lsj) betriebener Bot, der aus digitalen Informationsquellen und Datenbanken kurze Wikipedia-Artikel („Stubs“) in schwedischer Sprache sowie in Cebuano und Waray-Waray, zwei auf den Philippinen gesprochenen Sprachen, generierte.
Am 15. Juni 2013 überschritt die schwedischsprachige Wikipedia durch einen von Lsjbot erstellten Artikel über die Schmetterlingsart Erysichton elaborata die Schwelle von einer Million Artikeln. Zu diesem Zeitpunkt war rund die Hälfte des Artikelbestands der schwedischen Wikipedia botgeneriert. Etwa ein Drittel der von Lsjbot erstellten Artikel wurden für die schwedische Wikipedia erstellt. Im August 2013 erzeugte Lsjbot mit etwa täglich 7200 Artikeln für die schwedische Wikipedia die meisten Artikel pro Tag für eine Wikipedia.
Laut The Wall Street Journal hatte Lsjbot im Juli 2014 bereits rund 2,7 Millionen Artikel in Wikipedia eingestellt, was zu dieser Zeit etwa 8,5 Prozent des gesamten Bestandes der Wikipedia entsprach. Für die Artikelproduktion griff Lsjbot auf Datenbanken wie den Catalogue of Life zu, wobei offenbar veraltete Offline-Kopien genutzt wurden. Für die Cebuano- und Wáray-Wáray-sprachige Wikipedia schrieb Lsjbot Artikel über geografische Objekte.
Nach dem Interview von Sverker Johansson im Wall Street Journal wurde über Lsjbot in vielen Medien international berichtet. Kritiker merkten an, die Arbeit „Lsjbots“ führe zu einer Masse von Artikeln mit oberflächlichen und rudimentären Informationen. Mit den „bot-generated articles“ werde auf Quantität statt Qualität gesetzt.
Obwohl der Bot nicht das einzige Programm war, das massenweise neue Artikel generierte, ist Lsjbot das bekannteste und auch das, das am meisten Artikel produzierte. Ähnliche Programme wurden in zahlreichen Sprachversionen der Wikipedia eingesetzt, darunter in der englischen und russischen; in der deutschsprachigen Wikipedia wurden bisher keine Artikel botgeneriert.
Seit November 2015 ist Lsjbot nicht mehr in der Wáray-Wáray-Wikipedia tätig, seit November 2016 auch nicht mehr in der schwedischsprachigen Ausgabe. 2022 wurde auch die Tätigkeit in der cebuanosprachigen Ausgabe eingestellt.